# Rüti (Glarus)
Rüti és un municipi del cantó de Glarus (Suïssa).